# 第44回ジャパンカップ
- ジャパンカップ > 第44回ジャパンカップ

第44回ジャパンカップは、2024年11月24日に東京競馬場で行われた競馬の競走である。ドウデュースが本競走を制覇し、GI5勝目を挙げた。
優勝騎手の武豊は、第19回のスペシャルウィーク、第26回のディープインパクト、第30回のローズキングダム、第36回のキタサンブラックで制して以来、本競走史上最多記録となる5回目の制覇となった。

## 出走馬の状況
出走馬14頭中10頭がGI馬、全頭が重賞馬という豪華なメンバーとなった。
前走の天皇賞（秋）にて4年連続のGI制覇を達成したドウデュースは、秋古馬三冠制覇に向け、本競走に参戦する。
本年の宝塚記念を制したものの、前走の京都大賞典では最下位の11着となったブローザホーンは、GI2勝目を目指し、本競走に参戦。
2022年に二冠牝馬となったスターズオンアースは、前走のドバイシーマクラシック8着後、両前脚に浮腫を発症し、約8ヶ月の休養明けとなる本競走で復帰となる。
他のGI馬からは、本年の優駿牝馬と秋華賞を制し二冠牝馬となったチェルヴィニアと、前年の天皇賞（春）を制したジャスティンパレス、前年の皐月賞を制したソールオリエンス、前年の菊花賞を制したドゥレッツァの出走表明があった。
重賞馬からは、本年の日経賞と目黒記念を制したシュトルーヴェ、前年の京都2歳ステークスを勝ったシンエンペラー、前年の新潟大賞典を制したカラテ、2022年の共同通信杯を勝ったダノンベルーガが出走する。
海外からは、本年のキングジョージ6世&クイーンエリザベスステークスを制したゴリアット、本年のプリンスオブウェールズステークス制覇などGIを6勝しているオーギュストロダン、本年のバーデン大賞及び前年のドイチェスダービーを制したファンタスティックムーンの3頭が参戦する。
また、本競走に参戦する予定だったリバティアイランドは香港カップに参戦するため、テーオーロイヤルは左前脚の中筋に痛みを抱えたためそれぞれ回避した。特別登録が行われていたプラダリアは、香港ヴァーズに参戦するため回避した。

## 出走馬・枠順
2024年11月24日　第5回東京開催8日目　第12競走
コース芝 2,400m（Cコース）
天気晴れ、 馬場状態: 良、 発走: 15時40分
※全頭とも性齢は「3歳以上」、斤量は3歳56kg、4歳以上58kg、牝馬2kg減
| 枠番 | 馬番 | 競走馬名                 | 性齢 | 騎手           | 馬体重 [kg] | 調教師             | 単勝人気 | 単勝人気 | 馬体重 [kg] |
| 枠番 | 馬番 | 競走馬名                 | 性齢 | 騎手           | 馬体重 [kg] | 調教師             | 人気     | オッズ   | 馬体重 [kg] |
| ---- | ---- | ------------------------ | ---- | -------------- | ----------- | ------------------ | -------- | -------- | ----------- |
| 1    | 1    | ゴリアット               | 騸4  | C.スミヨン     | 58.0        | F.グラファード     | 6        | 15.8     | 496         |
| 2    | 2    | ブローザホーン           | 牡5  | 菅原明良       | 58.0        | 吉岡辰弥           | 10       | 61.4     | 430         |
| 3    | 3    | ドウデュース             | 牡5  | 武豊           | 58.0        | 友道康夫           | 1        | 2.3      | 510         |
| 3    | 4    | ジャスティンパレス       | 牡5  | C.デムーロ     | 58.0        | 杉山晴紀           | 3        | 6.2      | 468         |
| 4    | 5    | シュトルーヴェ           | 騸5  | 鮫島克駿       | 58.0        | 堀宣行             | 11       | 83.9     | 478         |
| 4    | 6    | ダノンベルーガ           | 牡5  | 松山弘平       | 58.0        | 堀宣行             | 13       | 106.4    | 492         |
| 5    | 7    | シンエンペラー           | 牡3  | 坂井瑠星       | 56.0        | 矢作芳人           | 8        | 26.8     | 488         |
| 5    | 8    | オーギュストロダン       | 牡4  | R.ムーア       | 58.0        | A.オブライエン     | 4        | 9.8      | 454         |
| 6    | 9    | チェルヴィニア           | 牝3  | C.ルメール     | 54.0        | 木村哲也           | 2        | 4.0      | 494         |
| 6    | 10   | ドゥレッツァ             | 牡4  | W.ビュイック   | 58.0        | 尾関知人           | 7        | 16.2     | 470         |
| 7    | 11   | カラテ                   | 牡8  | 杉原誠人       | 58.0        | 音無秀孝           | 14       | 277.9    | 530         |
| 7    | 12   | ソールオリエンス         | 牡4  | 横山武史       | 58.0        | 手塚貴久           | 9        | 35.7     | 476         |
| 8    | 13   | ファンタスティックムーン | 牡4  | R.ピーヒュレク | 58.0        | S.シュタインベルク | 12       | 89.5     | 440         |
| 8    | 14   | スターズオンアース       | 牝5  | 川田将雅       | 56.0        | 高柳瑞樹           | 5        | 12.7     | 500         |

- 坂井瑠星、杉原誠人は本競走初騎乗[14]。
- フランスから短期免許で参戦中のクリスチャン・デムーロは2年ぶりの本競走騎乗。また、イギリスから短期免許で参戦中のライアン・ムーアは2年ぶりの本競走騎乗、ウィリアム・ビュイックは2年連続の本競走騎乗となる。
- 来日しているクリストフ・スミヨンは5年ぶりの本競走騎乗、レネ・ピーヒュレクは本競走がJRA・GI初騎乗となる。

## 結果

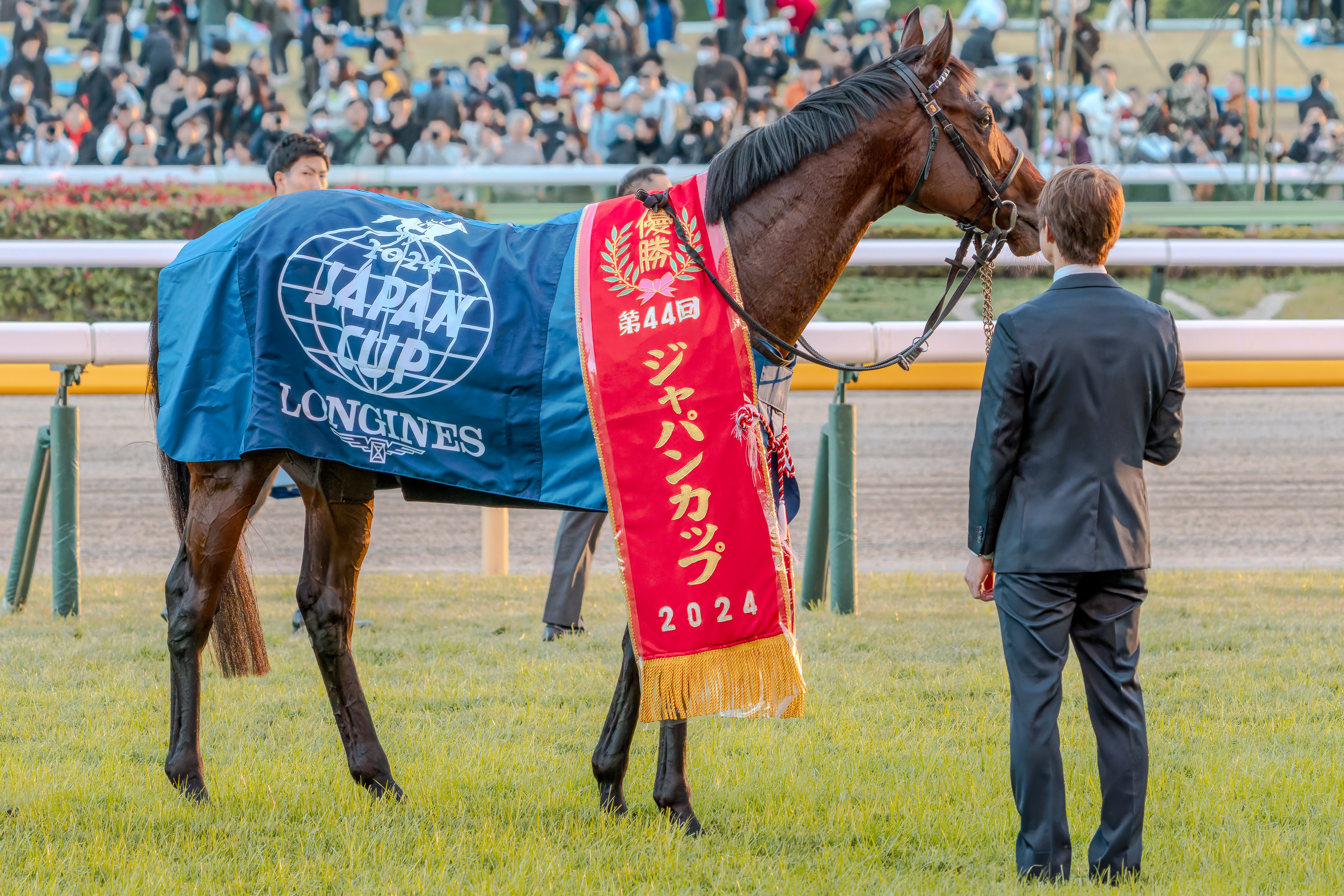
優勝レイをかけられたドウデュース

### 順位表
| 着順 | 枠番 | 馬番 | 馬名                     | タイム | 上3F | 着差 （馬身） |
| ---- | ---- | ---- | ------------------------ | ------ | ---- | ------------- |
| 1    | 3    | 3    | ドウデュース             | 2:25.5 | 32.7 | ―             |
| 2    | 5    | 7    | シンエンペラー           | 2:25.5 | 33.1 | クビ          |
| 2    | 6    | 10   | ドゥレッツァ             | 2:25.5 | 33.4 | 同着          |
| 4    | 6    | 9    | チェルヴィニア           | 2:25.9 | 33.4 | 2 1/2         |
| 5    | 3    | 4    | ジャスティンパレス       | 2:26.0 | 33.3 | アタマ        |
| 6    | 1    | 1    | ゴリアット               | 2:26.0 | 33.5 | アタマ        |
| 7    | 8    | 14   | スターズオンアース       | 2:26.1 | 33.8 | 1/2           |
| 8    | 5    | 8    | オーギュストロダン       | 2:26.2 | 33.5 | 1/2           |
| 9    | 4    | 6    | ダノンベルーガ           | 2:26.2 | 33.4 | ハナ          |
| 10   | 4    | 5    | シュトルーヴェ           | 2:26.3 | 33.4 | 1/2           |
| 11   | 8    | 13   | ファンタスティックムーン | 2:26.5 | 33.5 | 1 1/2         |
| 12   | 2    | 2    | ブローザホーン           | 2:26.6 | 33.8 | 1/2           |
| 13   | 7    | 11   | カラテ                   | 2:26.7 | 33.8 | 1/2           |
| 14   | 7    | 12   | ソールオリエンス         | 2:27.7 | 35.2 | 6             |

### 払戻金
|        | 馬番／枠番 | 人気 | 金額（円） |
| ------ | ---------- | ---- | ---------- |
| 単勝   | 3          | 1    | 230        |
| 複勝   | 3          | 1    | 150        |
| 複勝   | 7          | 8    | 470        |
| 複勝   | 10         | 5    | 340        |
| 枠連   | 3 - 5      | 2    | 320        |
| 枠連   | 3 - 6      | 1    | 190        |
| 馬連   | 3 - 7      | 12   | 1,510      |
| 馬連   | 3 - 10     | 8    | 1,150      |
| 馬単   | 3 → 7      | 13   | 1,890      |
| 馬単   | 3 → 10     | 9    | 1,540      |
| ワイド | 3 - 7      | 10   | 980        |
| ワイド | 3 - 10     | 8    | 800        |
| ワイド | 7 - 10     | 33   | 2,990      |
| 3連複  | 3 - 7 - 10 | 38   | 12,230     |
| 3連単  | 3 → 7 → 10 | 133  | 22,390     |
| 3連単  | 3 → 10 → 7 | 110  | 18,940     |

### データ
| 1000ｍ通過タイム    | 62.2秒（ドゥレッツァ） |
| 上がり4ハロン       | 45.9秒                 |
| 上がり3ハロン       | 33.4秒                 |
| 優勝馬上がり3ハロン | 32.7秒                 |
| 最速上がり3ハロン   | 32.7秒（ドウデュース） |

### 当日のWIN5（5重勝単勝式）
- 発売票数：6,975,454票
- 発売総額：697,545,400円
- 的中票数：255票
- 払戻金：2,188,370円

| 対象順          | 1                            | 2                               | 3                           | 4                               | 5                       |
| --------------- | ---------------------------- | ------------------------------- | --------------------------- | ------------------------------- | ----------------------- |
| 競走順          | 東京第10競走                 | 京都第10競走                    | 東京第11競走                | 京都第11競走                    | 東京第12競走            |
| 競走名          | アプローズ賞                 | 清水S                           | アーモンドアイC             | カノープスS                     | 第44回ジャパンC         |
| 条件            | ダート1400m 3歳以上2勝クラス | 芝1600m 3歳以上3勝クラス        | 芝2000m 3歳以上3勝クラス    | ダート1900m 3歳以上オープン     | 芝2400m 3歳以上オープン |
| 単勝人気        | 4番人気                      | 2番人気                         | 7番人気                     | 4番人気                         | 1番人気                 |
| 勝利馬 （鞍上） | シゲルソロソロ （鮫島克駿）  | ビヨンドザヴァレー （菱田裕二） | タッチウッド （C.デムーロ） | ホウオウルーレット （岩田康誠） | ドウデュース （武豊）   |
| 馬番            | 5                            | 6                               | 1                           | 2                               | 3                       |
| 残票数          | 1,047,089票                  | 214,725票                       | 8,003票                     | 817票                           | 255票                   |

## エピソード

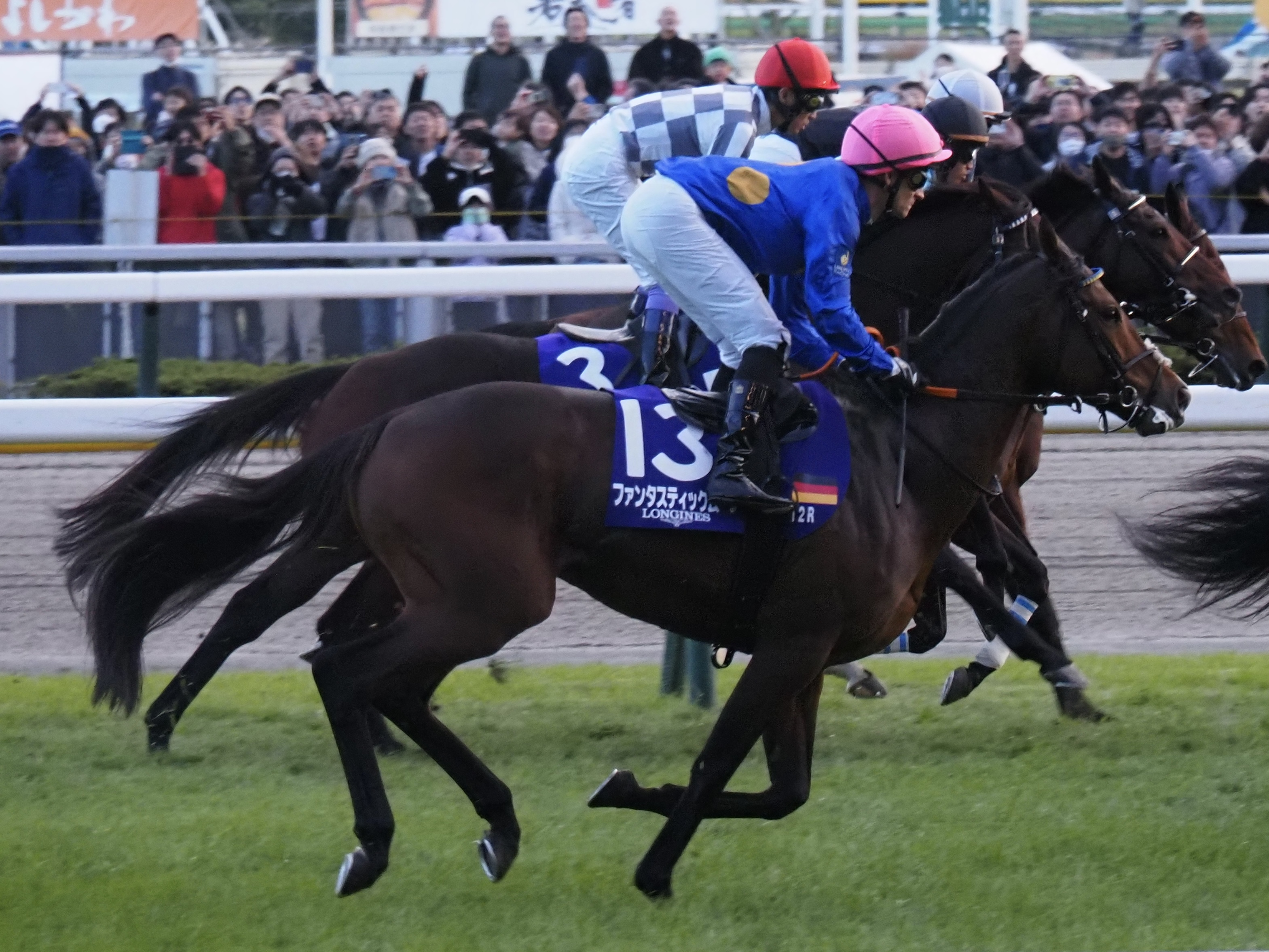
引退レースとなったファンタスティックムーン

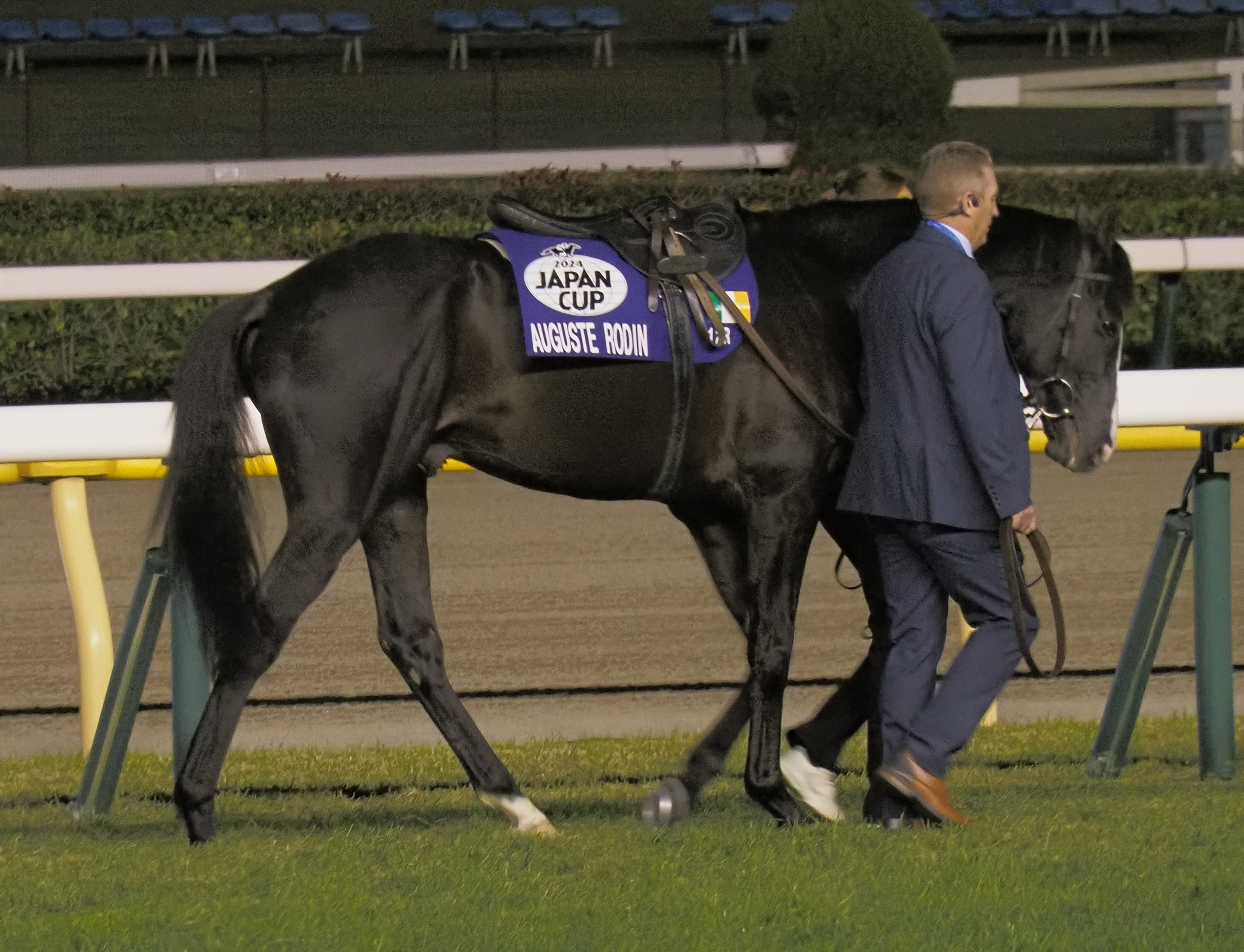
オーギュストロダン引退式

- 発走ファンファーレは陸上自衛隊の中央音楽隊が務め、昼休憩の時間帯の生演奏も担当した[16]。
- 前述にもある通り、武豊は第36回のキタサンブラック以来8年ぶり5度目のジャパンカップ制覇を果たし、本競走史上最多勝利騎手となった[注 1][注 2]。また同時に、第36回で自身が記録した本競走最年長勝利を55歳8ヶ月10日に更新した。
- 友道康夫調教師は、第37回のシュヴァルグラン以来2度目の制覇となり、本競走史上最多タイ勝利調教師となった[注 3][注 4]。
- ドウデュースが本競走で記録した上り3F32秒7は、第32回にて3着となったルーラーシップと並ぶ同競走最速タイ記録となった。
- シンエンペラーとドゥレッツァが本競走で史上初となる2着同着となった[17]。JRA・GIとしては、2022年の第47回エリザベス女王杯で2着同着となったウインマリリンとライラック以来の例となった[18]。
- 海外から参戦したオーギュストロダン、ファンタスティックムーンはそれぞれ本競走が引退レースとなった。
- レース終了後、本競走が引退レースとなったオーギュストロダンの引退お披露目式が執り行われた。外国調教馬が日本にて引退セレモニーを行うのは史上初となる[19][20]。またJRAのレースを勝利していない馬の引退セレモニーの実施も史上初[21]。
  - 父にディープインパクトを持ち、父の最終世代（ラストクロップ）の1頭であるなど日本に縁がある他、GI6勝などの実績を考慮したため[22]。
- レース終了後には元プロ野球選手であるイチローが来場し表彰式のプレゼンターを務めた他、スペシャルトークショーを実施した[23]。
- 同レースの売り上げは243億6712万7000円で対前年比93.5％と低下。また、当日の入場者数は7万9720人で同92.8％とどちらも低下した[24]。
- ドウデュースはこの後の有馬記念出走を表明していたが、右前肢跛行となり出走出来ず引退となった。前年の優勝馬であるイクイノックスに続いて2年連続で、ラストランと宣言せずに本競走を制した馬が引退するという事になった。

## テレビ・ラジオ中継
本レースのテレビ・ラジオ放送実況担当者並びに放送体制。民放各社社員の役職、その他出演者の肩書はレース当時のもの。
- 日本放送協会（NHK）[注 5]：黒住駿（名古屋放送局、初実況）
  - 解説：国枝栄（JRA調教師、第38回・第40回（2018年、2020年・アーモンドアイ）優勝調教師）
  - 番組司会：高木修平（広島放送局）
  - パドック実況：伊藤亮太（山形放送局）
- ラジオNIKKEI（含・グリーンチャンネル・BS11[注 6]）：山本直（東京本社、2年連続2回目）[25]
- フジテレビ（みんなのKEIBA）：倉田大誠（編成制作局アナウンス室副部長、4年連続4回目）
  - 解説：松本ヒロシ（競馬エイト）
  - パドック実況兼勝利騎手インタビュー：立本信吾
  - 番組司会：DAIGO、佐野瑞樹（編成局アナウンス室シニア局次長待遇）、竹俣紅
  - パドック解説：細江純子（競馬評論家、元JRA騎手）
  - スタジオ解説：井崎脩五郎（競馬評論家）
  - ゲスト：ウルフ・アロン（柔道家、東京オリンピック柔道男子100kg級金メダリスト）、北野日奈子（女優、ファッションモデル、元乃木坂46メンバー）

他局・系列局利用社局
- BSフジ（BSスーパーKEIBA）
  - 番組司会：青嶋達也（編成局アナウンス室スポーツ統括担当部長）、小山内鈴奈
  - 解説：椋木宏（競馬エイト）
  - ゲスト：福原直英（フリーアナウンサー、元フジテレビアナウンサー）
- 関西テレビ（カンテレ）（KEIBA BEAT）
  - 番組司会：菅井友香、恋さん（シャンプーハット）、岡安譲（編成局アナウンス部次部長）
  - 解説：高橋賢司（競馬エイト）
  - ゲスト：岡田結実（女優、ファッションモデル、タレント）、橋田満（元JRA調教師）